# Recep İvedik 3
Recep İvedik 3 ist ein türkischer Spielfilm des Regisseurs Togan Gökbakar aus dem Jahr 2010. Die Produktion stellt den dritten Teil der Recep-İvedik-Reihe dar. Der erste Teil erschien 2008, der zweite Teil wurde 2009 veröffentlicht. Der vierte Teil erschien Anfang 2014, 2017 folgte Recep İvedik 5 und 2019 Recep İvedik 6. 2022 wurde Recep İvedik 7 veröffentlicht.

## Handlung
Recep hat alle älteren Frauen des Viertels zu sich nach Hause eingeladen. Dabei bittet er die Älteste (Nezat Abla) um einen Rat, gegen seine Depressionen. Sie empfiehlt ihm, zu einem Wunderheiler (Hoca) zu gehen. Dies macht er dann auch. Der angebliche Hoca redet ihm ein, dass ein Dämon in ihm wäre und mischt ihm einen Trank. Als Recep dieses Gemisch trinkt, wird ihm schlecht. Er liegt sich auf den Boden und der Hoca kommt ihm zu Hilfe, doch als dann plötzlich ein Enthüllungkamerateam in den Raum kommt, sieht es so aus, als würde der Hoca Recep vergewaltigen.
Am nächsten Tag sieht sich Recep zusammen mit Salih Agabey, der einen Tante-Emma-Laden führt, den Report über den falschen Hoca. Danach bietet ihm Salih Agabey gegen seine Depressionen an, das er zusammen mit ihm auf die Jagd kommen soll. Recep fährt mit, doch er macht lieber seine Gymnastikübungen in dem Wald. Dabei rennt er in ein Gebüsch und wird von den Jägern angeschossen, weil sie dachten, es sei ein Bär im Gebüsch.
Recep liegt im Krankenhaus und die Kugeln werden entfernt. Er spricht mit dem Arzt und dieser empfiehlt ihm, einen Psychiater aufzusuchen. Als Recep nach der ersten Sitzung mit dem Psychiater aufhört, liegt er depressiv zu Hause herum und weiß nicht, was er machen soll. Plötzlich klingelt es an der Tür und es ist die Tochter eines Bekannten, Zeynep. Sie wurde von ihrem Studentenheim rausgeschmissen und bittet Recep solange bei ihm bleiben zu können, bis sie wieder eine Wohnung hat.
Am ersten Tag begleitet Recep sie dann zu ihrem Vortrag, denn Zeynep studiert. Er streitet sich dann mit ihrem Professor und sie verlassen den Vortrag. Danach begeben sich beide in die Uni-Bibliothek, wo Recep aus Versehen Zeyneps neuen Laptop kaputt macht. Zeynep rastet aus und will dann am Abend bei Recep umziehen. Dieser verkauft danach Bücher aus der Bibliothek, die er nach draußen gebracht hat. Er begibt sich in ein Elektrofachgeschäft und kauft ihr einen veralteten Laptop. Zeynep vergibt ihm und zieht dann doch nicht aus.
Nach zahlreichen Aktivitäten wie einem Kung-Fu, Paintball, Flötenkurs, Töpferkurs, Public Viewing, Tanzkurs, Theaterbesuch usw. fühlt sich Recep immer noch nicht in Ordnung. Als Zeynep dann erfährt, dass heute Receps Geburtstag ist, veranstaltet sie eine Überraschungsparty für Recep, doch dieser ist mit Zeynep beim Friseur und bekommt Blonde Haare, worauf er dann ohnmächtig wird. Als sie dann zu Hause ankommen, wird Recep dann überrascht und ist sehr glücklich.
Am nächsten Morgen ist Zeynep nicht zu Hause und Recep sieht eine Ziege auf dem Bett. Die Ziege ist ein verspätetes Geschenk von Zeynep für Recep. Die Ziege trägt eine Nachricht um ihren Hals, die von Zeynep ist. Es ist ihr Abschiedsbrief. In dem Brief sagt sie auch, dass Recep nur depressiv sei, weil er alleine lebt.
Zum Schluss sieht man wie Recep mit der Ziege im Park spazieren geht. Sogleich ziehen beide Blicke einer attraktiven Dame auf sich, sodass Recep mit dieser letztendlich ins Gespräch kommt.

## Rekorde
Der Film war, wie sein Vorgänger Recep İvedik 2 auch, ein sehr großer Erfolg und brach in der Türkei mehrere Rekorde, zum Beispiel wurde er in den ersten drei Tagen insgesamt von 1,79 Millionen Menschen gesehen, die höchste Zahl, die ein türkischer Film bisher erreichte.